# 岛津齐兴
岛津齐兴（日语：〔〕／ Shimazu Narioki，1791年12月1日—1859年10月7日），日本島津氏第27代当主。薩摩藩第10代藩主。
島津齊興是島津齊宣的長子，出生在江戶。初名忠溫。他的生母鈴木氏來自一個浪人家庭，因此齊興出生後，薩摩藩曾與鈴木氏發生衝突。1804年元服，接受德川家齊的偏諱，改名「齊興」。
1809年，薩摩藩發生近思錄崩，島津齊宣在與父親島津重豪的政爭中失勢，被迫將家督之位讓給了齊興。齊興雖繼承家督之位，藩政大權掌握在祖父重豪手中。直到1833年重豪去世後齊興才掌握實權。他重用下級武士調所廣鄉進行藩政改革。薩摩藩通過琉球對清朝進行走私貿易，又在奄美群島實行砂糖專賣制度，並製造假幣，薩摩藩終於在重豪逝世15年後得以償清了債務。1848年，江戶幕府追究走私貿易責任，調所廣鄉被迫自殺。在對外危機之際，島津齊興派藩士前往長崎學習西洋砲術，開始鑄造西洋大砲。
島津齊興最初立島津齊彬為繼承人，但後來在由羅的說動下，想要改立島津久光，最終於1849年引發了兩派爭奪繼承權的由羅騷動。1851年，在幕府老中阿部正弘的調停下，齊興將家督之位讓給了齊彬並隱居。1858年齊彬去世，遺命久光的長子忠德（後更名為茂久）繼位。因忠德年幼，齊興再度掌握大權。他拒絕保護因安政大獄逃到薩摩的月照，但卻庇護了西鄉隆盛，將其隱藏在奄美大島。政治上，縮小集成館事業，實行復古政策。1859年去世。

## 官職位階履歷
※日本旧历
- 文化元年（1804年）10月，元服。将軍德川家齐赐予偏諱「齊」字，改名齐兴。從四位下、侍從兼豐後守。
- 文化6年（1809年）6月17日，继任家督。12月16日，改任左近衛權少将。
- 文政元年（1818年）12月16日，從四位上、左近衛權中将。
- 文政年間（年月不明），就任大隅守。左近衛權中将。
- 天保2年（1831年），正四位下。
- 天保9年（1838年）12月，参議。
- 天保12年（1841年）12月，正四位上。
- 嘉永4年（1851年）2月，隱居。
- 安政5年（1858年），從三位。

## 登場作品
影視劇
- 宛如飛翔（1990年、NHK大河劇、演：江見俊太郎）
- 篤姬（2008年、NHK大河劇、演：長門裕之）
- 西鄉殿（2018年、NHK大河劇、演：鹿賀丈史）

| 島津齊興        |                                    |                 |
| 前任： 岛津齐宣 | 島津氏第二十七代當主 1809年—1851年 | 繼任： 岛津齐彬 |
| 前任： 岛津齐宣 | 薩摩藩第十代藩主 1809年—1851年     | 繼任： 岛津齐彬 |